# أكجا كوجا
أكچا كوجا (بالتركية: Akça Koca)‏، ويُلفظ ايمه بالتركية: آكتشا كوجا، هو أحد مؤسسي الإمبراطورية العثمانية، ورفيق سلاح عثمان غازي، كما عمل مُعلما لأورهان غازي بن عثمان غازي.

## حياته
شكل أكچا كوجا مجموعة من المحاربين الأقوياء للغاية، مثل تورغوت ألپ، وكونور ألپ، وسامسا تشاووش، وعبد الرحمن غازي، وأيكوت ألپ.
بعد أن أصبح عثمان غازي زعيمًا لقبيلة القايي ، جعل جميع أصدقائه المقربين قادته الأكثر موثوقية، وقاد هؤلاء القادة العديد من المعارك التي ساعدت في تأسيس الدولة العثمانية.

## مسيرته العسكرية
كُلِّف أكچا كوجا بمهمة فتح نيقوميديا (إزميت اليوم) ومحيطها في عام 1320م تقريبًا، ففتح بعض القلاع في الغارات التي نفذها حول سقاريا وإزميت، واستولى على الحصن الواقع على جانب بحيرة أيان (بحيرة سبانجا اليوم) وجعل مقره هناك، ثم استولى فيما بعد على إرميني بازاري (بالتركية: Ermenipazarı)‏ وكانديرا، واستولى مع الزعيم القبلي قونور ألپ على أيدوس (بالتركية: Aydos)‏ وقلعة سامنديرا (بالتركية: Samandıra)‏ التي أُعطيت لأكچا كوجا كملكية خاصة له.
فتحققت كافة النجاحات العثمانية بين إزميت وأسكودار بفضل أنشطة أكچا كوجا وعبد الرحمن غازي العسكرية.

## أسماء مناطق ذات علاقة
البادئة اليونانية "εἰς" (تُنطق "إز") تفيد معنى: "نحو"، أو "في الطريق إلى":
- إزنيق، معناها "نحو نيقية".
- مدينة إزميت هي عاصمة محافظة قوجه ايلي وهو الاسم التركي لنيقوميديا.
- ولاية كوجالي التركية: كوجا إيلي تعني باللغة  التركية: "أراضي كوجا".
- مدينة أكتشاكوجا ، على بعد 50 كم من دوزجي ، كانت تسمى في الأصل أكچا كوجا.

## وفاته
توفي أكچا كوجا بعد عام 1326م وقبره موجود على تلة في كانديرا بتركيا.

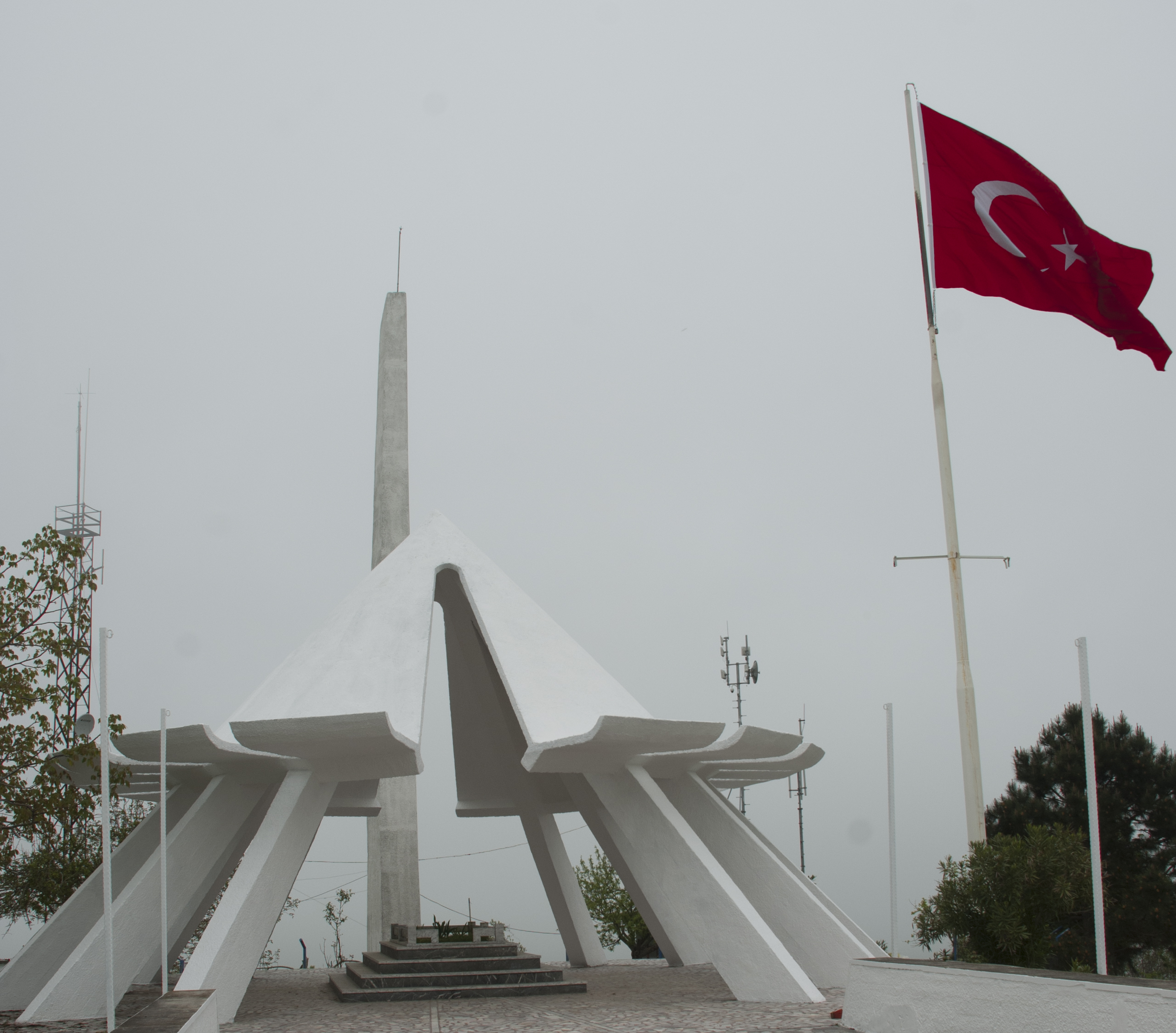
قبر أكچا كوجا في باباكوي ، كانديرا بتركيا.

## أبناءه
أدى ابن أكچا كوجا، الحاج إلياس (بالتركية: Hacı İlyas)‏، وحفيده قاضي جبزة فضل الله (بالتركية: Fazlullah)‏، خدمات مهمة في الدولة العثمانية.

## ميراثه
أُطلق اسمه على مقاطعة إزميت فأصبح اسمها: كوجا إلي (بالتركية: Kocaeli)‏.
خلال فترة الجمهورية التركية، أُطلق اسم أكچا كوجا على مدينة أكچا التي تبعد عن دوزجي 50 كيلومترا.

## مصدر
1. ↑  "Akça Şehir (Akça Koca, Düzce)". مؤرشف من الأصل في 6 Eylül 2014. اطلع عليه بتاريخ 5 Eylül 2014. {{استشهاد ويب}}: تحقق من التاريخ في: |تاريخ-الوصول= و|تاريخ-الأرشيف= (مساعدة)